# Singin' in the Kitchen
Singin' in the Kitchen es un álbum de estudio del cantante estadounidense Bobby Bare. Fue publicado en septiembre de 1974 a través de RCA Records.

## Antecedentes
Tras su paso por Mercury Records, Bare volvió al sello RCA y colaboró con el compositor Shel Silverstein para grabar Bobby Bare Sings Lullabys, Legends and Lies en 1973. Aunque Bare ya había grabado una o dos canciones de Silverstein antes, esta era la primera vez que dedicaba un álbum completo a su material. Musicalmente, no se aleja mucho de sus discos Mercury, donde su country progresivo se mezclaba con el pop, el rock y el folk, pero sus interpretaciones relajadas y abiertas permitían que la música respirara. Todo esto ayudó a reactivar la carrera de Bare, dándole un nuevo sonido característico que lo acompañó durante los siguientes años, hasta que dejó RCA por Columbia.

## Grabación y contenido
Las sesiones de grabación del álbum tuvieron lugar en RCA Studio A, un estudio ubicado en Nashville, Tennessee. Bare produjo el álbum “con la enorme ayuda de” Bill Rice. Singin' in the Kitchen presentaba a Bare junto con su esposa Jeannie y sus hijos, quiénes tocaban ollas y sartenes. Greg Adams de AllMusic señaló que Singin' in the Kitchen “lleva el ambiente relajado y en vivo del estudio de su predecesor al extremo, haciendo que el oyente crea que realmente está escuchando a la familia Bare cantando alrededor de la mesa de la cocina”. Singin' in the Kitchen doce canciones. Díez de las canciones fueron escritas o coescritas por Silverstein. Jeannie canta «Scarlet Ribbons» en solitario mientras que canta «Where'd I Come From» a dueto con su hijo Bobby Bare, Jr.

## Recepción de la crítica
Un escritor no especificado de la revista Cash Box declaró: “Desde su LP Lullabyes, Legends and Lies, Bobby Bare se ha establecido como un artista con un don poco común. Tiene una tremenda relación con los niños y esto es muy obvio por el excelente material que hay en esta nueva colección. La mayor parte fue escrita por el prolífico Shel Silverstein y Bobby tiene una maravillosa habilidad en su interpretación del material de Silverstein”. Un escritor no especificado de Record World calificó Singin' in the Kitchen como diferente e innovador.

## Lista de canciones
Todas las canciones escritas y compuestas por Shel Silverstein, excepto donde esta anotado. 
| Lado uno |                               |                        |          |  |
| N.º      | Título                        | Escritor(es)           | Duración |  |
| 1.       | «Singin' in the Kitchen»      |                        | 3:21     |  |
| 2.       | «The Monkey and the Elephant» |                        | 2:30     |  |
| 3.       | «Lovin' You Anyway»           |                        | 2:01     |  |
| 4.       | «Where'd I Come From»         | Bill Rice Jerry Foster | 2:50     |  |
| 5.       | «Ricky Ticky Song»            |                        | 2:09     |  |
| 6.       | «The Giving Tree»             |                        | 5:02     |  |

| Lado dos |                     |                           |          |  |
| N.º      | Título              | Escritor(es)              | Duración |  |
| 1.       | «You Are»           |                           | 2:09     |  |
| 2.       | «The Unicorn»       |                           | 3:20     |  |
| 3.       | «Cloudy Sky»        | Silverstein Baxter Taylor | 3:20     |  |
| 4.       | «She Thinks I Can»  |                           | 2:51     |  |
| 5.       | «Scarlet Ribbons»   | Evelyn Danzig Jack Segal  | 3:14     |  |
| 6.       | «See That Bluebird» | Silverstein Mike Settle   | 3:02     |  |

## Posicionamiento
| Gráfica (1974)                             | Pico de posición |
| ------------------------------------------ | ---------------- |
| Estados Unidos (Billboard Hot Country LPs) | 27               |